# Frank Albanese
Frank Albanese (New York, 16 maggio 1931 – New York, 5 ottobre 2015) è stato un attore statunitense, conosciuto soprattutto per i ruoli di gangster, in particolare Patrizio Blundetto nella serie HBO I Soprano.
Il suo primo ruolo è stato uno non accreditato in una scena con Kirk Douglas nel film La fratellanza nel 1968. È apparso anche in Quei bravi ragazzi. È morto a Staten Island nel 2015 per un cancro alla prostata.

## Filmografia
- Appartamento al Plaza (Plaza Suite), regia di Arthur Hiller (1971)
- Il padrino (The Godfather), regia di Francis Ford Coppola (1972)
- Quei bravi ragazzi (Goodfellas), regia di Martin Scorsese (1990)
- Il padrino - Parte III (The Godfather: Part III), regia di Francis Ford Coppola (1990)
- Dollari sporchi (Dead Presidents), regia di Albert e Allen Hughes (1995)
- I Soprano (The Sopranos) - serie TV - episodio 5x10 (2004)